# ألفونسو دي أندريس
ألفونسو دي أندريس (بالإسبانية: Alfonso de Andrés)‏ هو منافس ألعاب قوى إسباني، ولد في 16 مايو 1938 في نوفياس في إسبانيا، وتوفي في 5 يوليو 2009.

## وصلات خارجية
- ألفونسو دي أندريس على موقع أوليمبيديا (الإنجليزية)